# Locación (audiovisual)

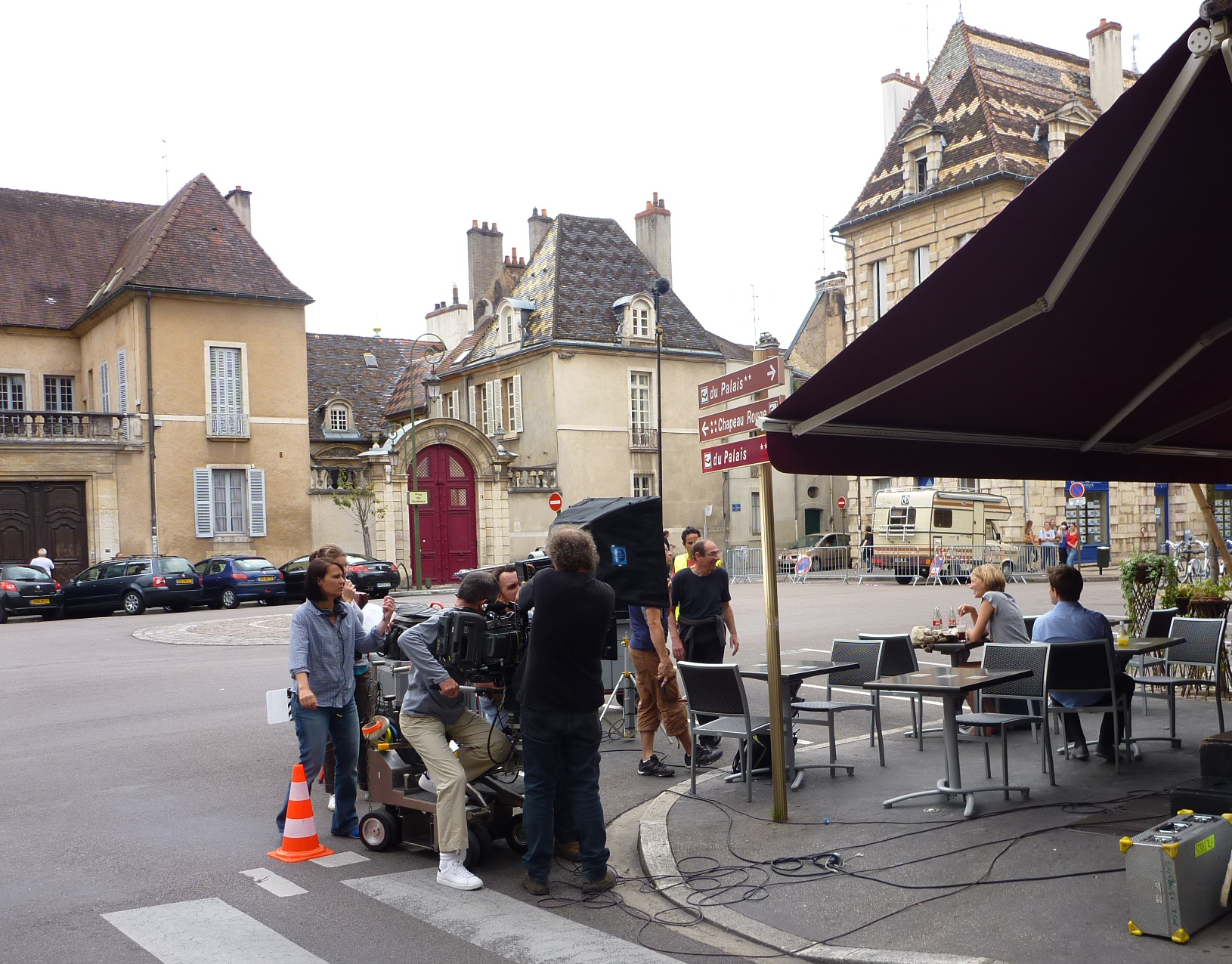
Un rodaje en una locación de la ciudad de Dijon, Francia.

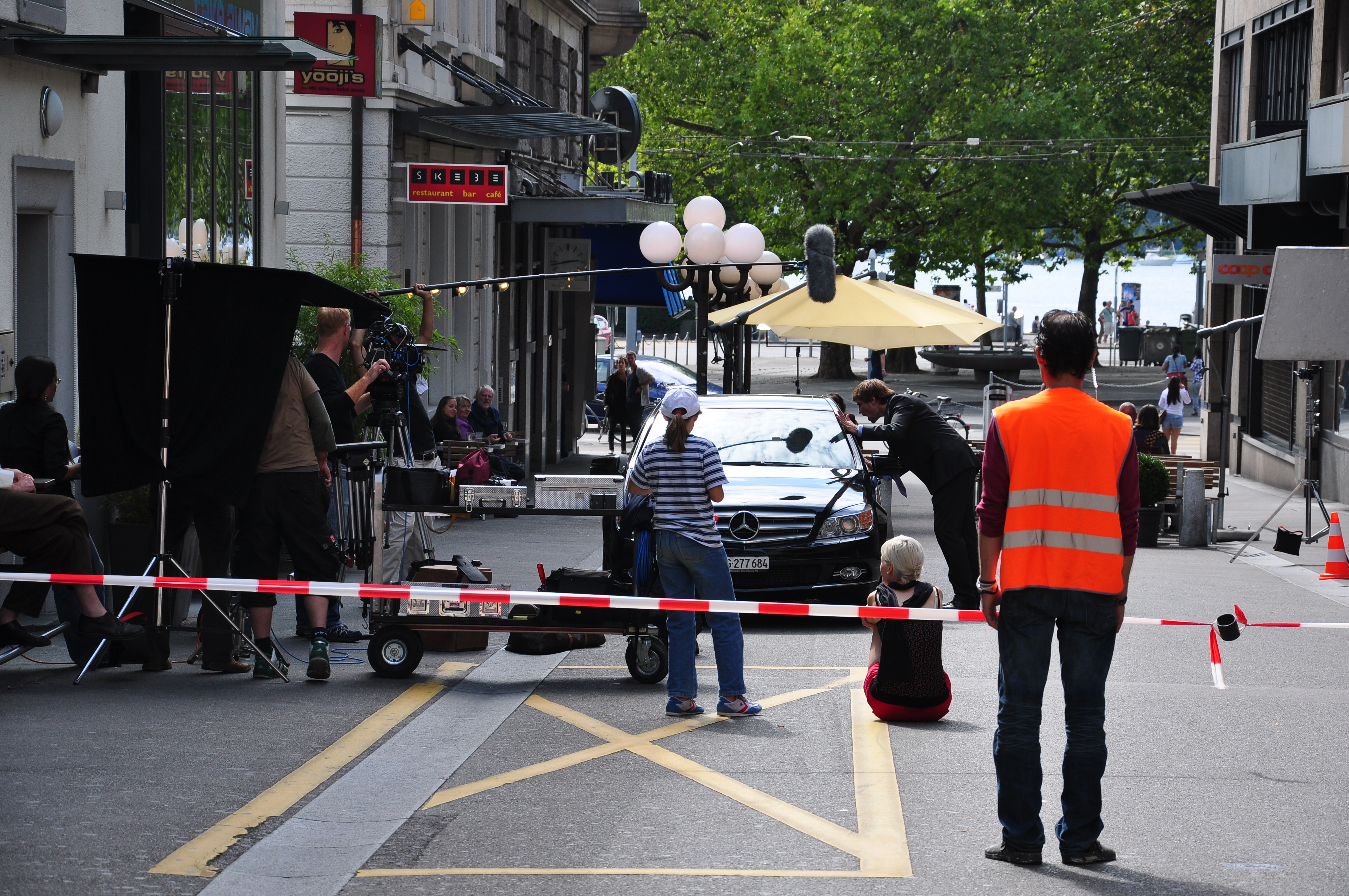
Un rodaje en una locación de la ciudad de Zúrich.

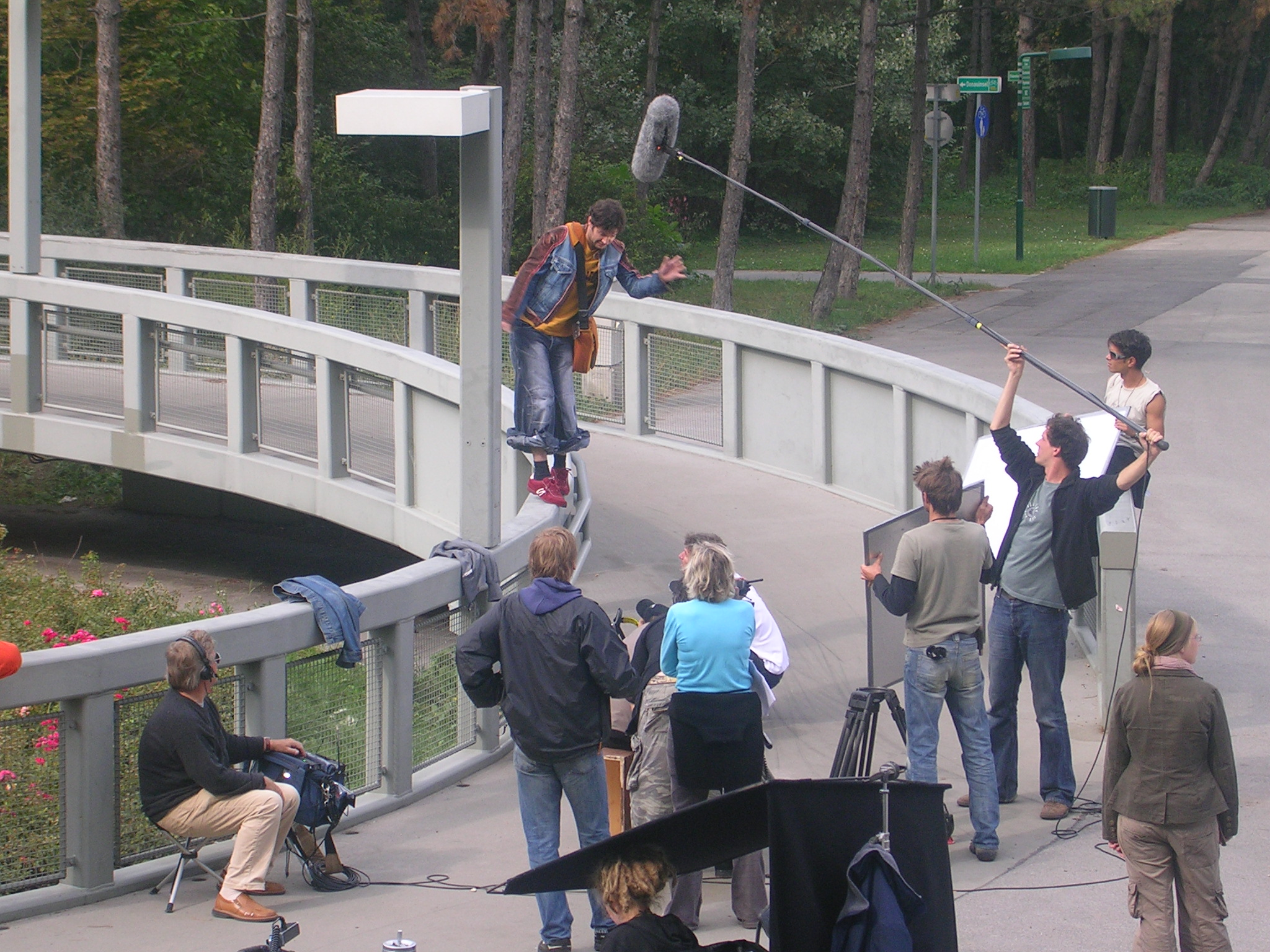
Un rodaje en una locación de Alemania.

En cinematografía, el término locación (del inglés: location; en  español es, en este contexto, localización), cuando se relaciona con la producción audiovisual, se refiere a un sitio empleado en la grabación de cine, televisión y publicidad, pero que no fue creado con ese objetivo. Se usan para disminuir enormemente los costos del proceso de rodaje de un producto grabado, al sacar provecho de estructuras, edificios, pueblos, ciudades, escenarios naturales o cualquier medio ya existente que sea apropiado para desarrollar en él parte o toda la trama, con lo que se evita tener que erigirlos desde cero. Se refiere a locaciones reales, no a las locaciones ficticias, en las cuales los autores del libro cinematográfico deciden situar la trama o parte de ella. Un efecto colateral es el llamado turismo cinematográfico, en donde el público viaja para conocer donde se grabaron sus películas o programas de televisión preferidos.

## Etimología
El término «locación» es un barbarismo del idioma inglés location, cuyo uso se ha extendido en el argot audiovisual en los países de América; en cambio, en España sólo se emplea de manera minoritaria, pues se reserva su uso para su significado real como «arrendamiento»,
 ya que prevalece, en este mismo contexto, el vocablo «localización».

## Adaptación
Frecuentemente se debe adaptar la locación a emplear al objetivo fílmico que se le quiere dar, y llegan en algunos casos estas a ser mínimas. 
En las producciones en donde se narran acciones del pasado generalmente sólo se tapan o cambian objetos no relacionados con esa época, en especial cartelería, faroles de alumbrado, etcétera, incorporándoles objetos que refuerzan la impresión de la delimitación temporal que se quiere generar.
En las producciones en donde las acciones del libreto cinematográfico transcurren en un lugar indefinido, se refuerza este hecho eliminando objetos que pueden relacionarse con un país o con una ciudad particulares. Por el contrario, si las acciones transcurren en un ámbito específico, entonces se retiran o se tapan todos los objetos que no se relacionen con el mismo, incorporando algunos que son símbolos tradicionales del lugar geográfico a ambientar.

## Locaciones y economía
Un derivado de las elecciones de las locaciones en las producciones cinematográficas son las utilidades económicas que generan en las localidades elegidas, contratación de actores locales o pobladores como extras, hotelería y consumo en restaurantes de los actores, productores, guionistas, directores, extras, etcétera. Es por ello que muchos gobernantes de ciudades, estados o países promueven las cualidades de los territorios que administran para atraer más producciones, a la vez que crean leyes que facilitan la labor cinematográfica, permitiendo el corte de calles a precios módicos, interrupción del uso o acceso de visitantes a parques nacionales, iglesias, museos, edificios oficiales y otros.
La distribución espacial de las locaciones audiovisuales alrededor del mundo viene determinada por diversos factores: lugares con tradición fílmica, reducción de costos e impuestos, proximidad a escuelas de interpretación, facilidad de rodajes en exteriores por factores legales y otros aspectos, incluso de tipo político. Indudablemente, el clima del lugar en la época a filmar es un factor clave, y se prefieren los climas templados y soleados.

### Turismo cinematográfico
Un resultado económico de que un sitio haya sido elegido como locación para el rodaje de producciones cinematográficas o televisivas es que pasa a formar parte de una nueva actividad que se incluye en la tipología de turismo cultural: el turismo cinematográfico. Nació por el deseo del público de conocer dónde se filmaron sus películas o programas de televisión preferidos.
Este recurso ha cobrado auge tras el incremento, en Nueva Zelanda, del turismo en un 30 % por el rodaje de la trilogía cinematográfica de El Señor de los Anillos. El turismo en muchas ciudades, por ejemplo en París o Venecia, se ve incrementado gracias a que ambas son muy utilizadas como locaciones.
Muchos gobernantes gestionan el destino, facilitando recursos o servicios como guías de viaje, mapas, folletos, rutas, publicaciones, visitas guiadas, instalación de mobiliario, e incluso construcción de decorados o parques temáticos.